# 위건 도시 자치구

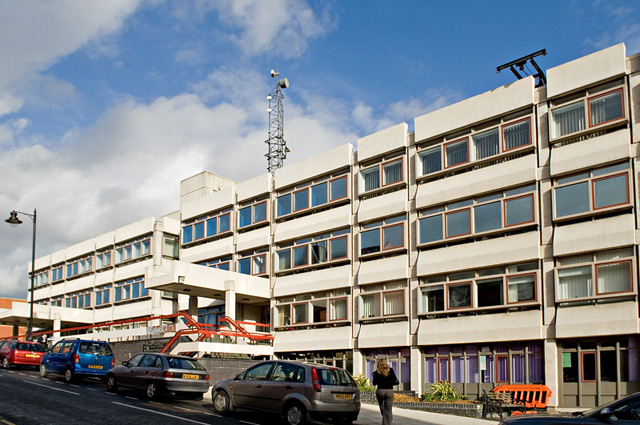
위건 시청

위건 도시 자치구의 위치

위건 도시 자치구(영어: Metropolitan Borough of Wigan)는 잉글랜드 그레이터맨체스터주에 위치한 도시 자치구로 중심 도시는 위건이며 면적은 188.19km2, 인구는 320,975명(2014년 기준)이다.

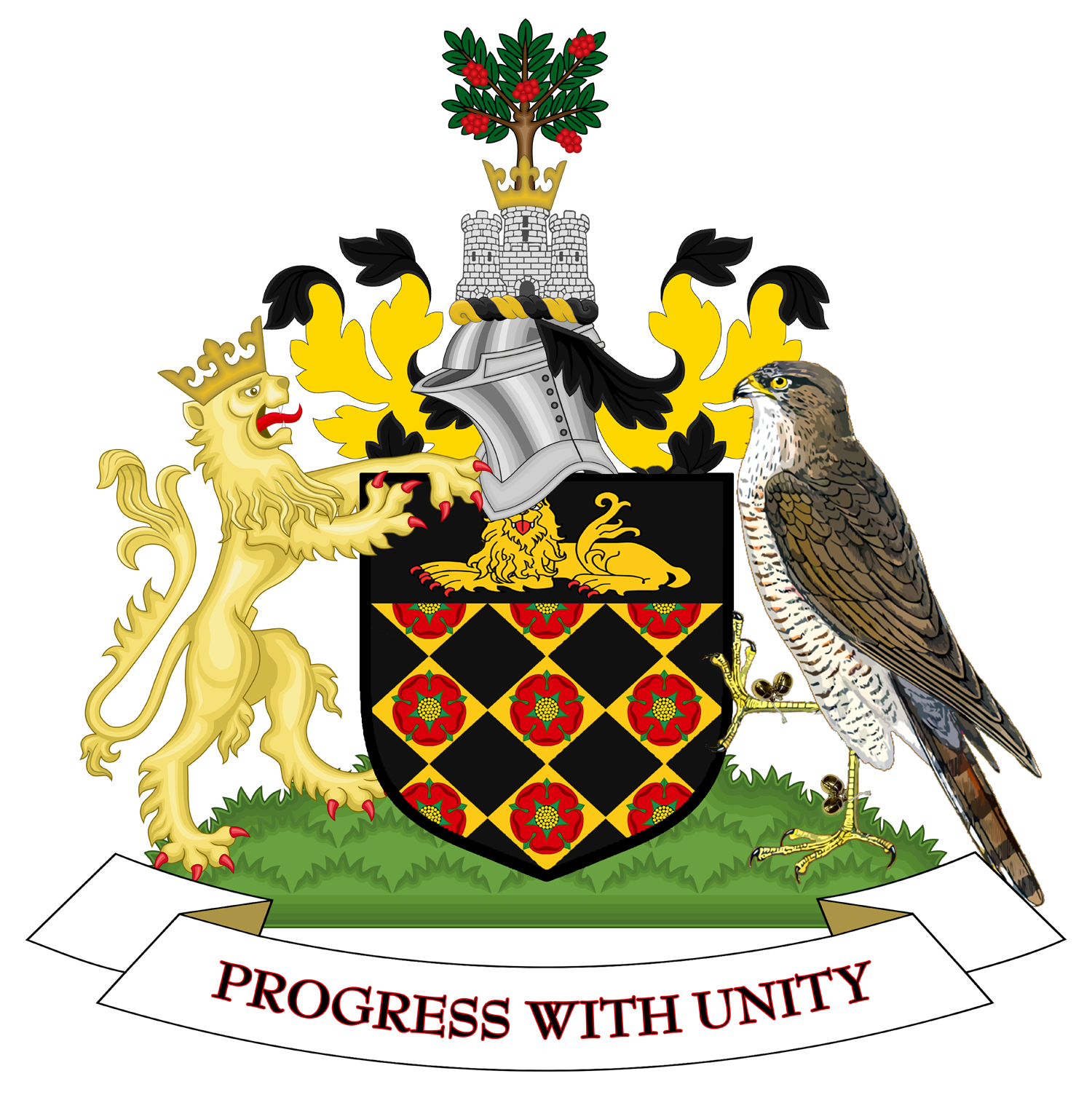
시 문장